# Apatornis celer
Apatornis celer — вид викопних водних іхтіорнісоподібних птахів родини Apatornithidae, що мешкали у пізньому крейдяному періоді у Північній Америці. Скам'янілі рештки виду (фрагменти посткраніального скелета та елементи черепа) знайдені у відкладеннях формації Ніобрара у Канзасі.

## Опис
Невеликий навколоводний птах завдовжки 18-20 см. Вид за зовнішнім виглядом та способом життя є близьким до іхтіорніса (Ichthyornis).